# Mount McGillivray
Der Mount McGillivray ist ein 2461 Meter hoher Berggipfel im Bow Valley des Kananaskis Country in den Kanadischen Rocky Mountains in Alberta, Kanada. Der nächste höhere Gipfel ist der Skogan Peak, etwa drei Kilometer südöstlich. Der Mount McGillivray ist eine Sehenswürdigkeit, die man vom Highway 1 aus, der hier Teil der südlichen Route des Trans-Canada Highways ist, in der Gegend von Exshaw sehen kann. Der Berg liegt im Bow Valley Wildland Provincial Park, einem der Provincial Parks in Alberta.

## Geschichte
Mount McGillivray wurde nach Duncan McGillivray (1770–1808) benannt, der zusammen mit David Thompson zu den ersten Weißen gehörte, die das Bow Valley sahen. Im November 1800 ritten McGillivray und Thompson vom neu errichteten Fort in Rocky Mountain House nach Süden und erkundeten auf der Suche nach dem Quellgebiet des Columbia Rivers das Bow Valley bis zum heutigen Mount McGillivray. Der Name des Berges wurde 1957 vom Geographical Names Board of Canada offiziell vergeben.
Während des Kalten Krieges wurden unter dem Nordhang des Berges Tunnel und Gewölbe gebaut, um Regierungsdokumente sicher aufzubewahren; das Projekt wurde jedoch nie abgeschlossen.

## Geologie
Der Mount McGillivray besteht aus Sedimentgestein, das sich von der präkambrischen bis zur Jurazeit ablagerte. Dieses in flachen Meeren entstandene Sedimentgestein wurde während der Laramischen Gebirgsbildung nach Osten und über die Spitze jüngeren Gesteins geschoben.

## Klima
Nach der Köppen-Geiger-Klassifikation liegt der Mount McGillivray in einem subpolaren Klima mit kalten, schneereichen Wintern und milden Sommern. Die Temperaturen können unter −20 °C fallen, mit Windchill-Faktoren unter −30 °C. Der Niederschlagsabfluss des Mount McGillivray fließt in den Bow River, einen Nebenfluss des Saskatchewan Rivers.

## Galerie

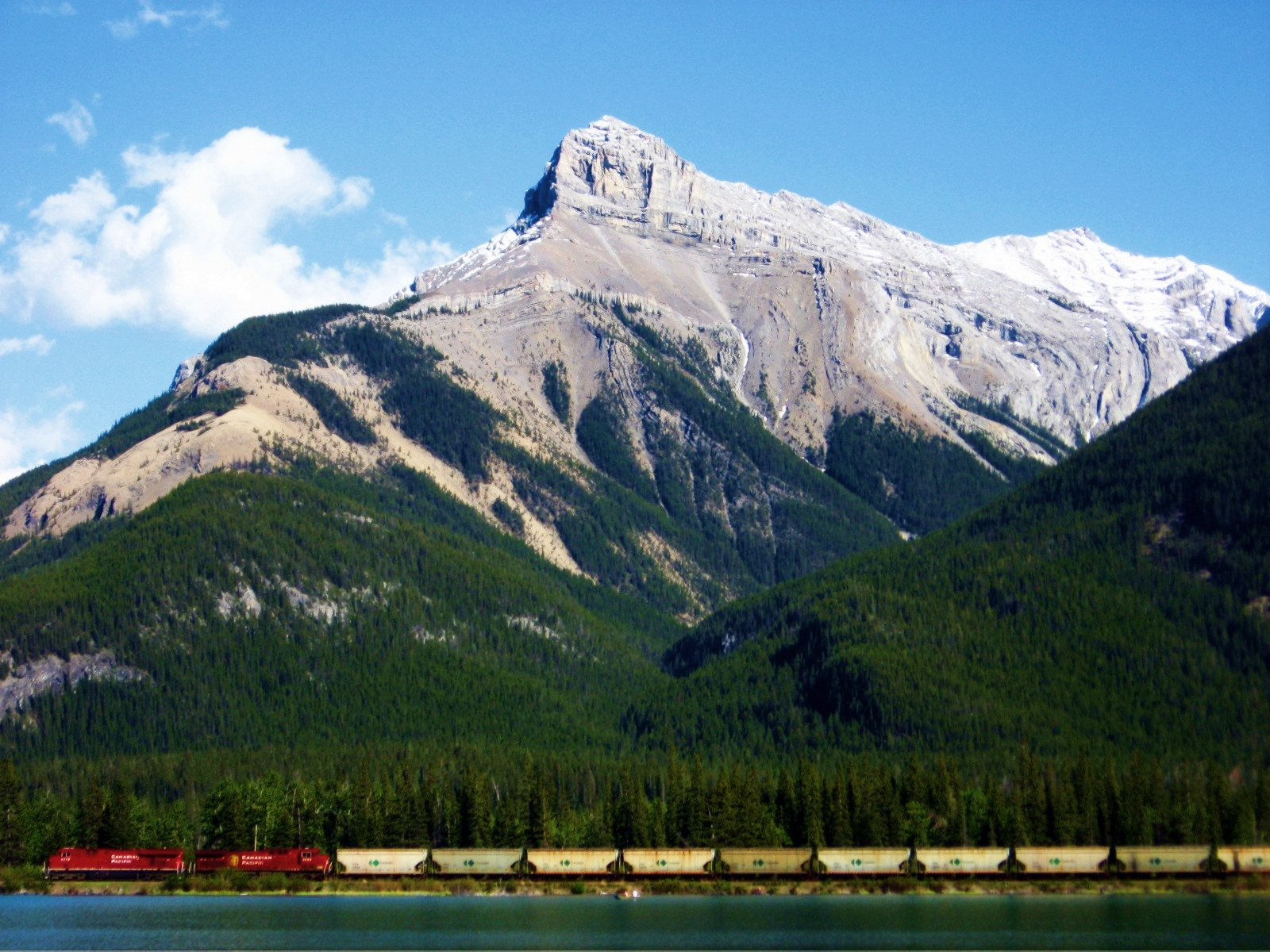
Mount McGillivray über den Gap Lake hinweg gesehen
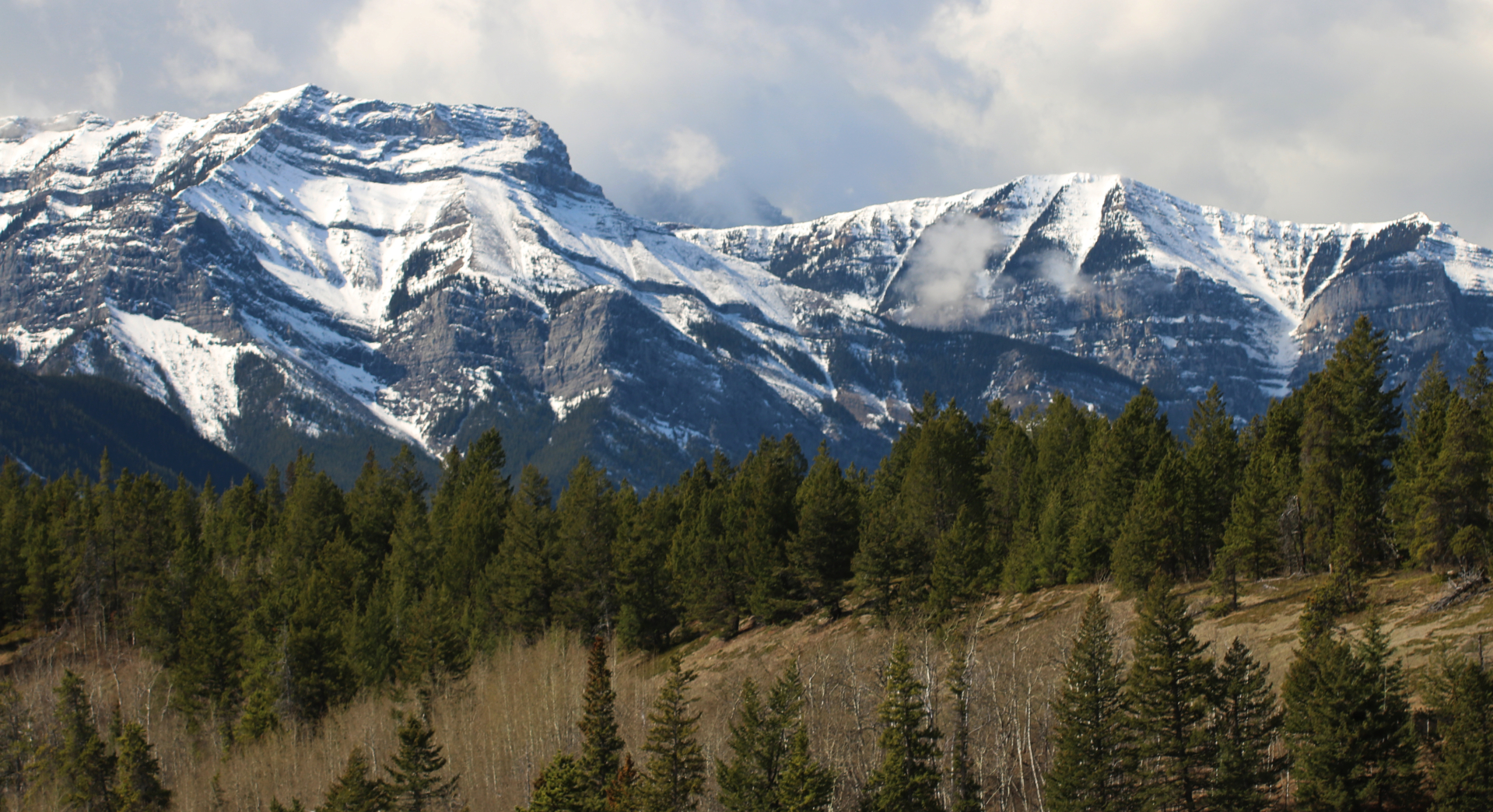
Mount McGillivray und Pigeon Mountain
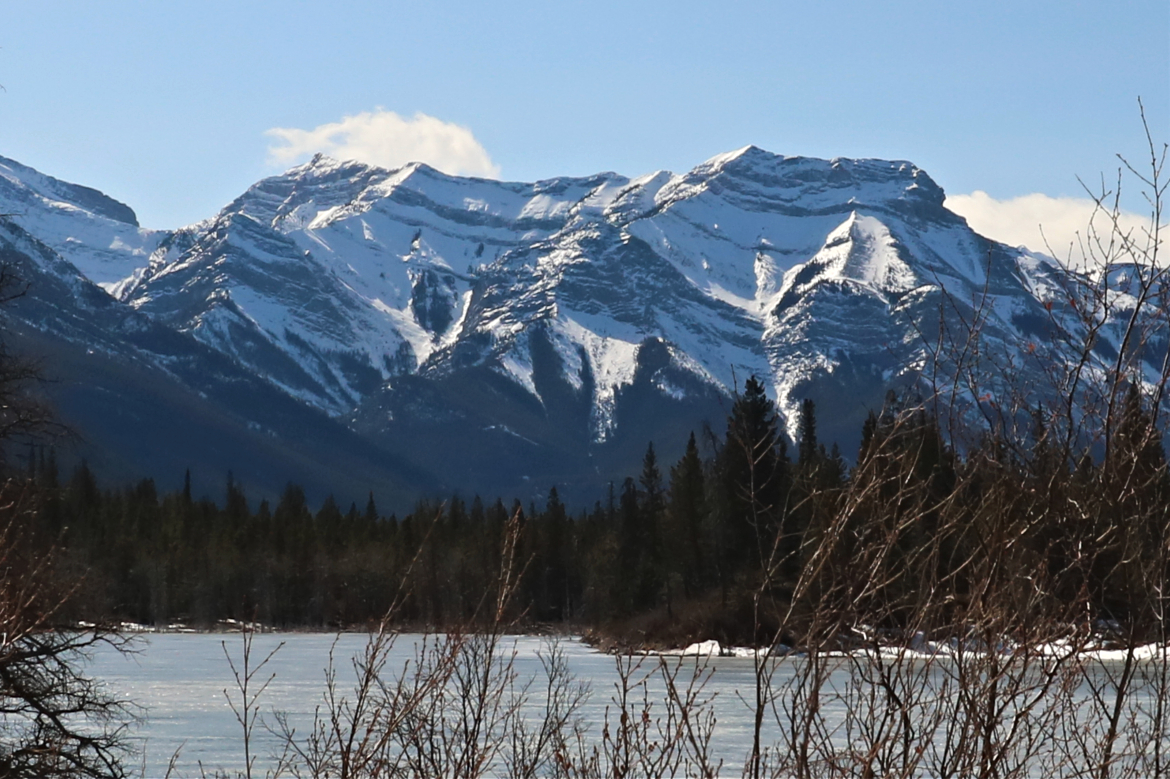
Mount McGillivray vom Reed Lake aus gesehen
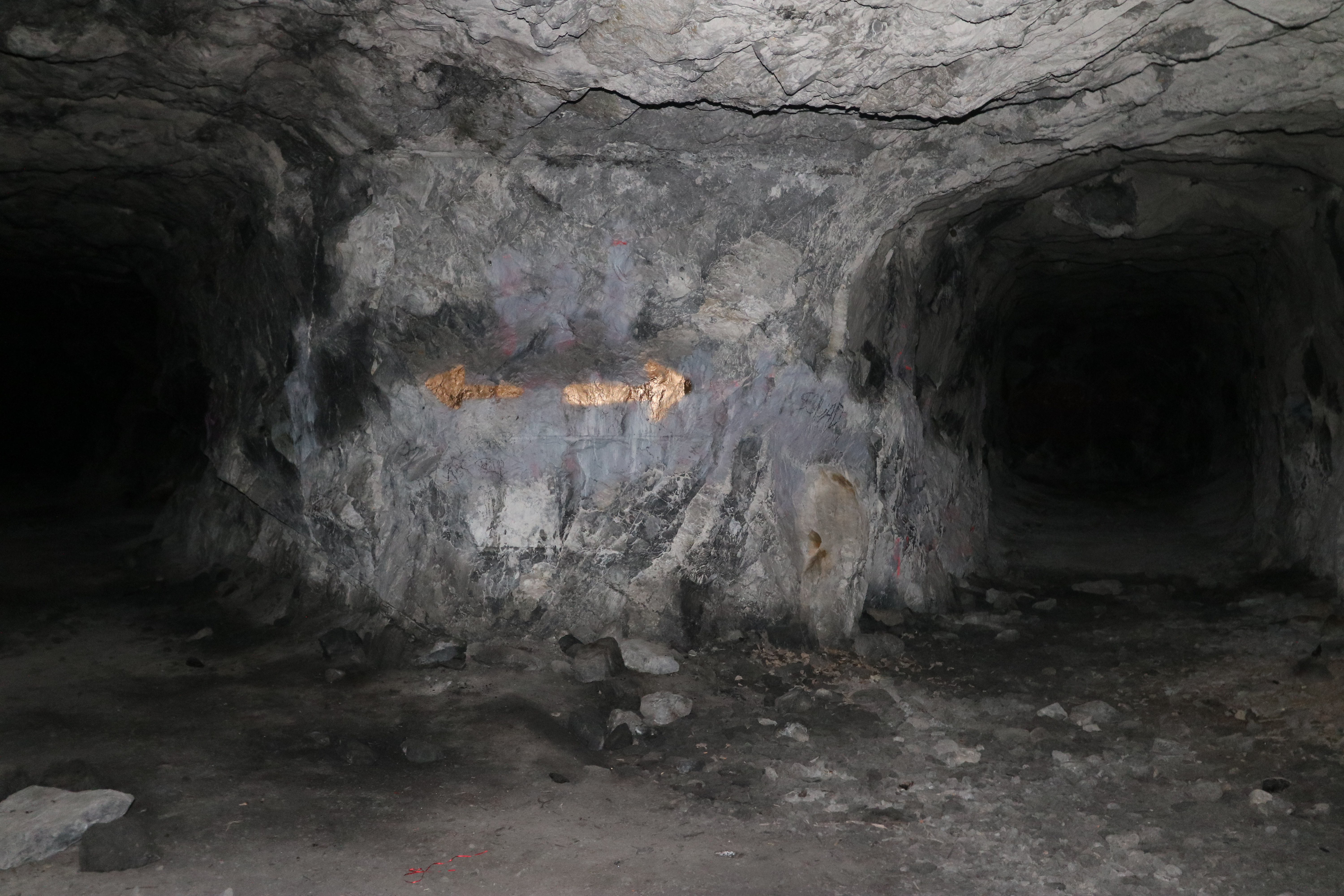
Tunnel und Gewölbe unter dem Nordhang des Berges